# Jos Postmes

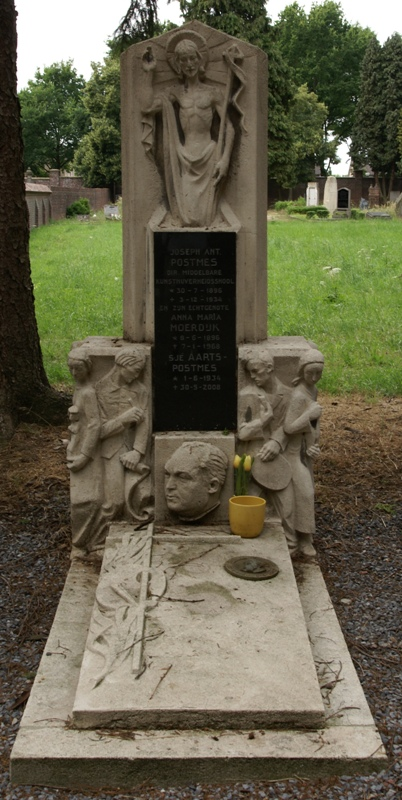
Graf van Jos Postmes te Maastricht.

Jozef Antonius (Jos) Postmes (Maastricht, 30 juli 1896 - 30 november 1934) was een Nederlands kunstenaar.
Als leerling van Rob Graafland aan het Stadsteekeninstituut en aan de Zondagsschool voor Decoratieve Kunsten had Postmes een voorliefde voor zowel onderwijs als kunst.
In 1914 begon hij aan de Opleiding aan de Rijksnormaalschool voor Teekenleeraren in Amsterdam, maar deze verliet hij toen hij naar de Rijksacademie voor Beeldende Kunsten vertrok. Hier volgde tegelijk met zijn vrienden Han Jelinger, Henri Jonas en Jos Narinx onderwijs onder leiding van Antoon Derkinderen.
In 1925 behaalde hij de Akte van bekwaamheid voor Nijverheidsonderwijs, waarmee hij bevoegd werd om handtekenen te doceren aan het lager en middelbaar nijverheidsonderwijs. In 1927 werd Postmes benoemd tot directeur van de Middelbare Kunstnijverheidsschool van Maastricht.

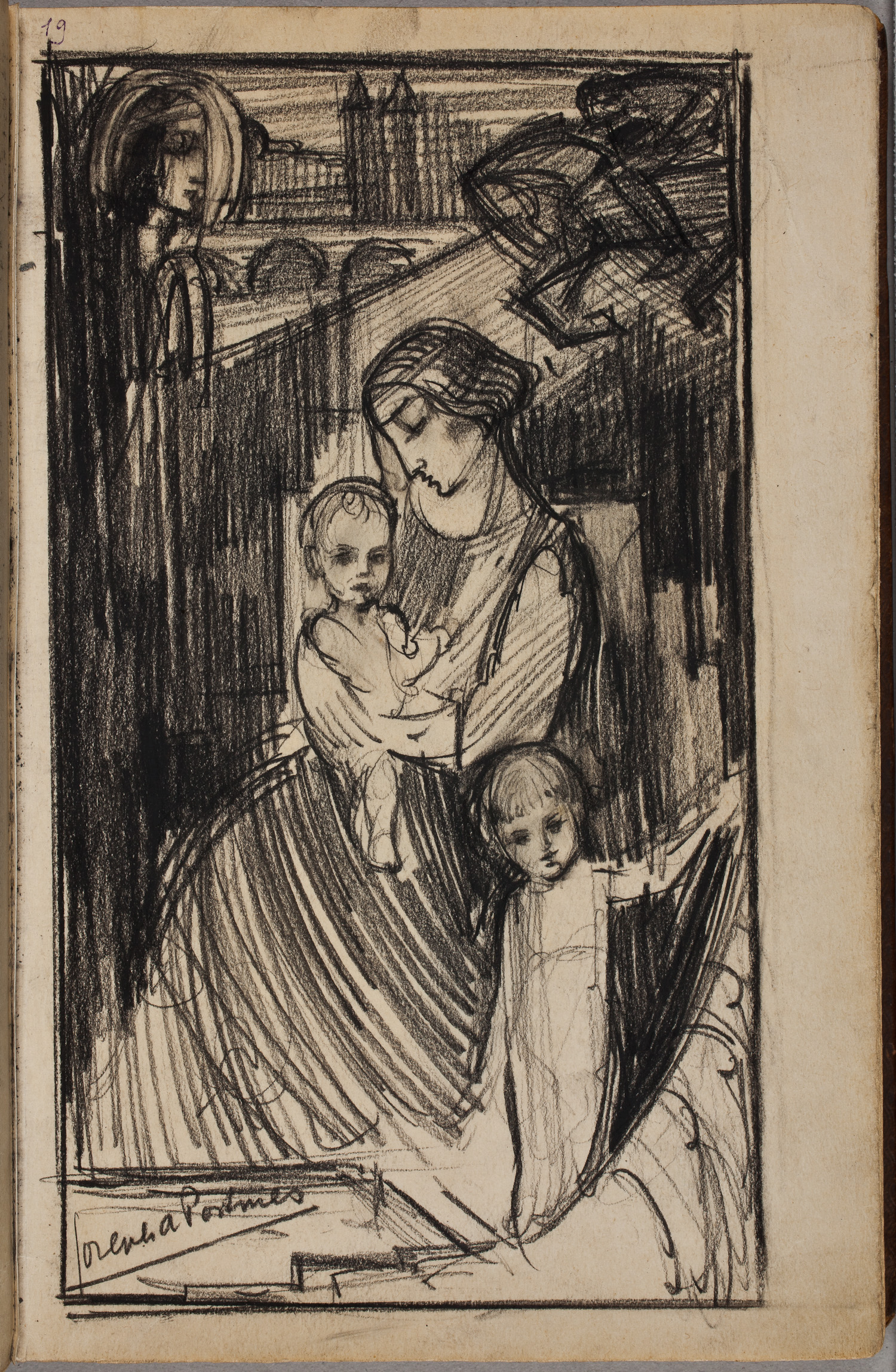
Tekening uit het Album amicorum van Bets Glaudemans
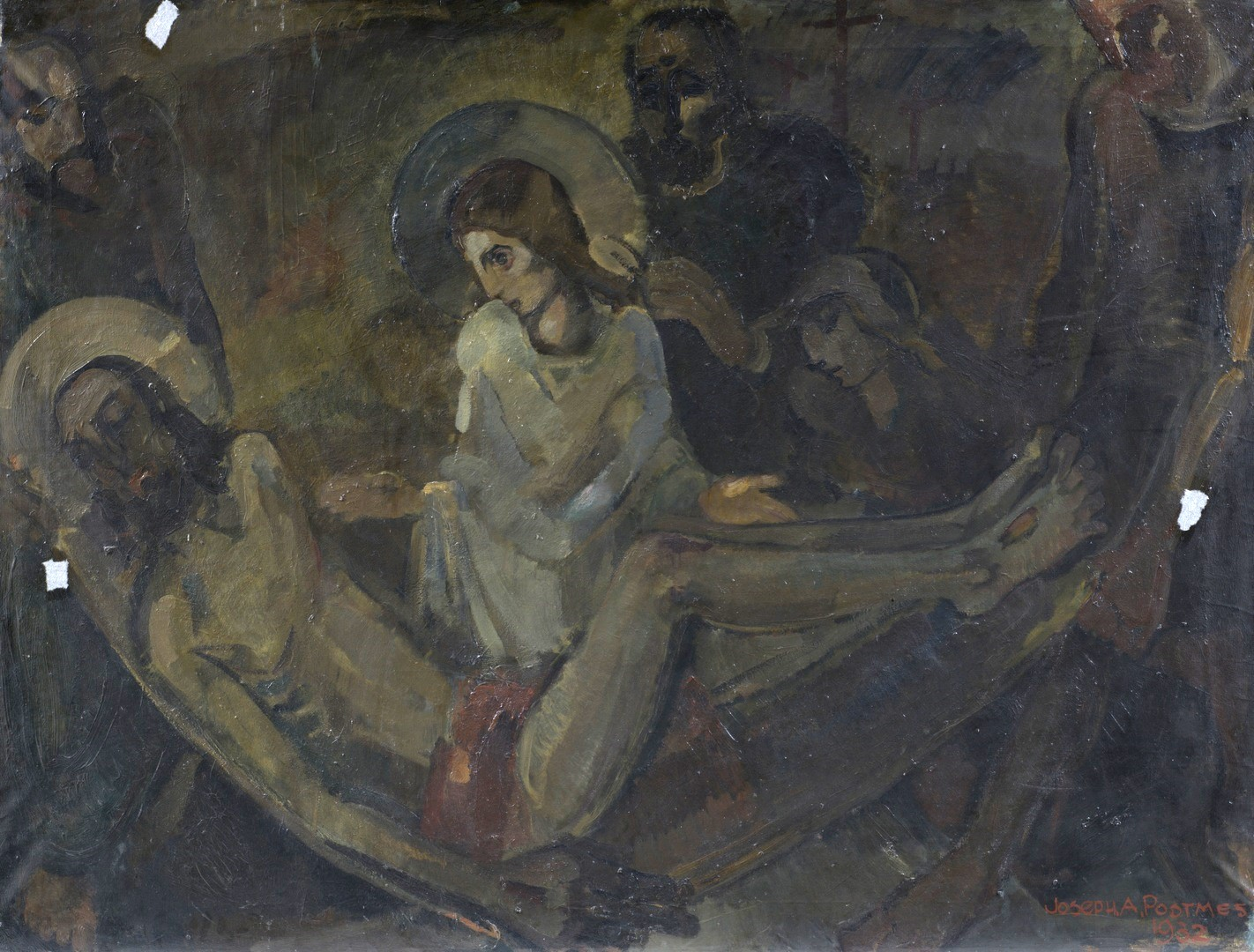
Graflegging (Bonnefantenmuseum)
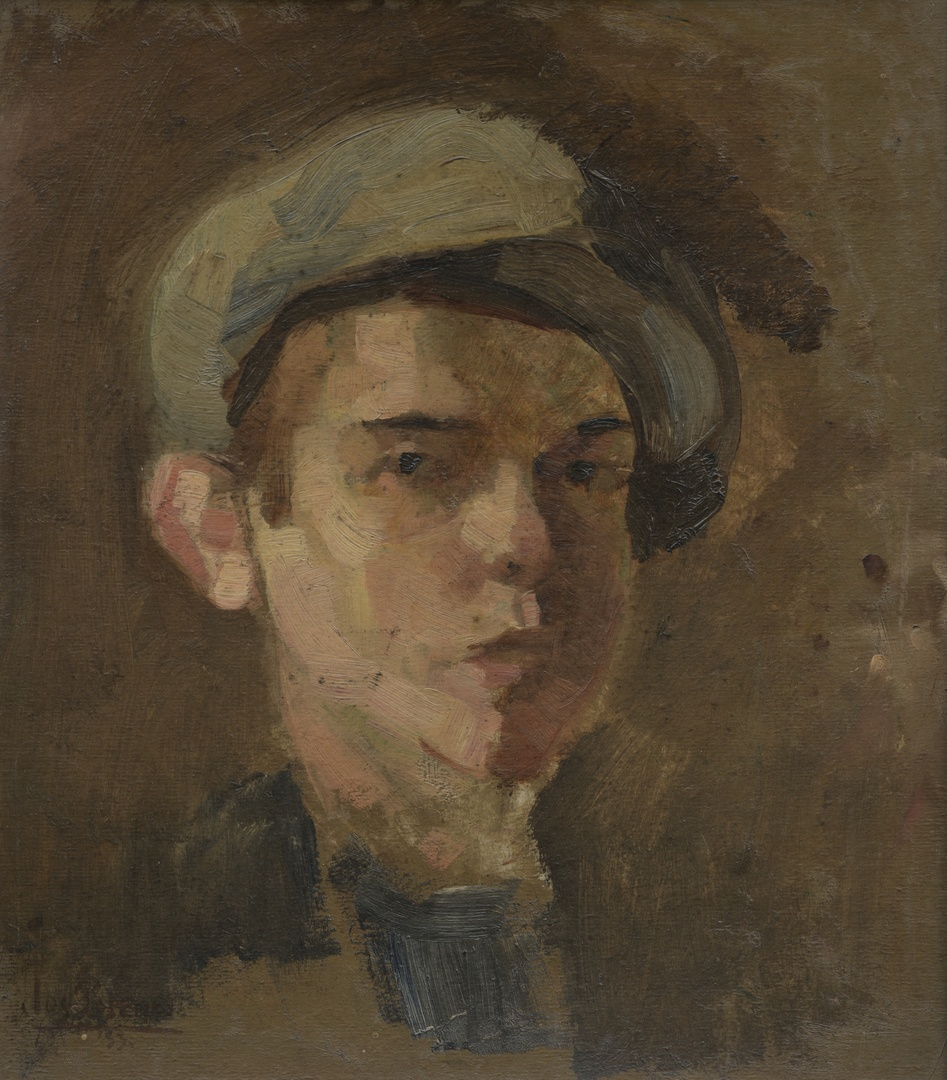
Jongenskop (Bonnenfantenmuseum)
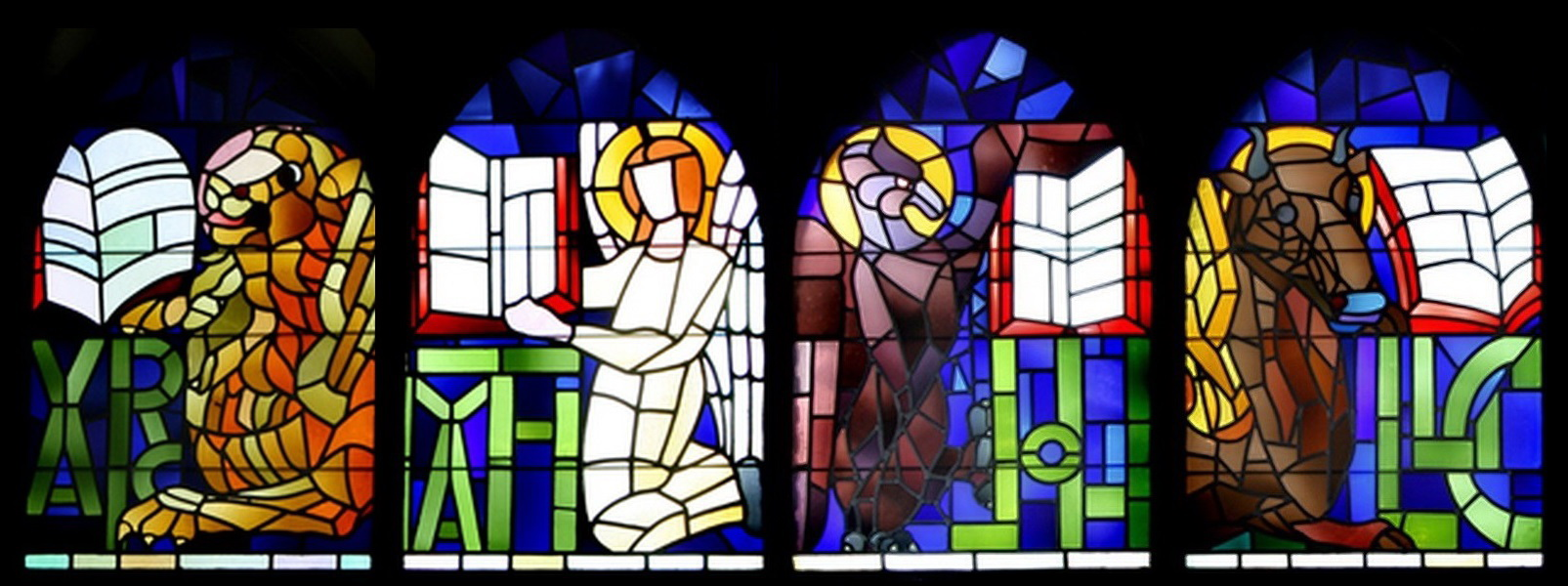
Glas-in-loodraam (Sint-Walburgakerk)